# Georges Tixier
Pierre Claude Georges Tixier dit Georges Tixier est un avocat et homme politique français né le 22 janvier 1870 à Clermont-Ferrand (Puy-de-Dôme) et décédé le 29 janvier 1953 à Collanges (Puy-de-Dôme). 

## Biographie
Fils de Benoît Hipolyte Tixier, ancien interne des Hôpitaux de Paris, professeur à l'École de médecine de Clermont-Ferrand, ancien membre du conseil de l'Université, médecin à l'Hôtel-Dieu et membre du conseil d'administration des Houillères de Messeix, et de Catherine Émilie Drelon, il est, par sa mère, cousin germain de Félix Drelon, député de la Marne, et cousin au 5e degré du diplomate et historien français, André Artonne, et de l'avocat et bâtonnier français, Félix Chaudessolle.
Nommé par décret en date du 11 septembre 1893, sous-lieutenant au 12e régiment de hussards, à sa sortie de l'école spéciale militaire de Saint-Cyr (promotion du Soudan), il poursuit des études de droit qui le mènent au doctorat. Diplômé, il s'inscrit au barreau de Paris où il exerce en tant qu'avocat à la cour d'appel.
Il épouse, le 25 avril 1898, en la mairie du premier arrondissement de Paris, et, religieusement, le 27 avril suivant, en l'église Saint-Louis-des-Invalides, Marthe Marie Simon, fille du directeur de l'intendance du 20e corps d'armée à Nancy.

## Carrière politique
Il se présente aux élections législatives dans la deuxième circonscription de Clermont-Ferrand, sur la liste des républicains de gauche. À l'issue du premier tour, le 26 avril 1914, il se trouve dans une situation de ballottage, ayant recueilli 7 206 voix sur les 17 715 suffrages exprimés et 23 992 inscrits, contre Antoine Fabre, député sortant, radical socialiste, ayant recueilli 8 788 voix, et Bénaillon, autre républicain de gauche, ayant quant à lui conquis 1 685 électeurs. Le second tour des élections, dépouillé le 10 mai 1914, ne lui est pas favorable et c'est Antoine Fabre qui emporte le siège de député du Puy-de-Dôme, avec 10 703 voix pour 18 208 suffrages exprimés, contre 7 807 en sa faveur.
Inscrit sur la liste républicaine de défense nationale et agricole, composée d'Antoine Trincard-Moyat, conseiller général, Georges Courtial, conseiller général et maire d'Ambert, Pierre Dubost, industriel à Saint-Rémy-sur-Durolle, François Morel, avocat à la cour d'appel de Riom, futur bâtonnier de l'ordre des avocats du barreau de Clermont-Ferrand, Michel Colombier, avocat, bâtonnier de l'ordre, et le docteur Henri Godonnèche, conseiller d'arrondissement et maire de Bagnols, il se présente aux élections législatives du 16 novembre 1919. Deuxième de liste, il est élu par 38 774 voix sur 158 273 inscrits et 111 873 votants.
À la Chambre, il s'inscrit au groupe de l'action républicaine et sociale et est membre de plusieurs commissions. Au cours de cette législature, il est un parlementaire très actif, participant à la discussion de nombreux textes intéressant des domaines fort variés : deux projets sur les chemins de fer, en 1919 et 1920, un projet portant création de nouvelles ressources fiscales, un projet sur l'alimentation en pain, un projet sur le maintien dans les lieux des locataires de bonne foi, en 1920, un projet d'amnistie, un projet sur la législation des loyers, en 1921, une proposition sur l'expulsion des logements, en 1922, une proposition sur les baux à loyer des immeubles à usage commercial ou industriel, ainsi qu'un projet sur les bouilleurs de cru.
Il intervient également dans les discussions budgétaires, en 1920 et en 1922, sur le budget de l'instruction publique, et, en 1921, sur celui de l'agriculture. Enfin, il demande à interpeller le gouvernement à deux reprises, en 1920, sur la politique du blé et, en 1921, sur l'instabilité de la politique financière du gouvernement.
N'ayant pas été réélu aux élections législatives de 1924, il se retire de la vie politique.

## Décorations
Par arrêté ministériel du 29 décembre 1916, il est nommé Chevalier de la Légion d'Honneur, pour prendre rang du 25 décembre, en tant que capitaine de réserve de cavalerie à l'état-major de la 2e Armée.
Il est également décoré de la Croix de Guerre, avec palmes.

## Sources
- « Georges Tixier », dans le Dictionnaire des parlementaires français (1889-1940), sous la direction de Jean Jolly, PUF, 1960 [détail de l’édition]
- Dossier 19800035/0113/14226 - Base leonore,
- Archives départementales du Puy-de-Dôme,
- Journal 'Le Matin' - édition du 28 avril 1898,
- Journal 'L'Aurore' - édition du 28 avril 1914.